# Микоплазмы
Микопла́змы (лат. Mollicutes) — класс бактерий, одноклеточных микроорганизмов, не имеющих клеточной стенки, которые были открыты при изучении плевропневмонии у коров. Микоплазмы, по всей видимости, являются наиболее низкоорганизованными самостоятельно воспроизводящимися живыми организмами, объём их генетической информации в 4 раза меньше, чем у Escherichia coli.

## Строение
Микоплазмы отличаются от остальных бактерий отсутствием жёсткой клеточной стенки (в результате чего от внешней среды их отделяет лишь цитоплазматическая мембрана) и ярко выраженным полиморфизмом.
В культуре одного вида можно выделить крупные и мелкие шаровидные, эллипсообразные, дисковидные, палочковидные и нитевидные, в том числе ветвящиеся (из-за этого все микоплазмы одно время причислялись к актиномицетам) клетки. Описаны и разные способы размножения: фрагментация, бинарное деление, почкование. При делении полученные клетки не равноценны по размеру, часто одна из них даже нежизнеспособна. К микоплазмам относятся формы с самыми мелкими из известных клеточных микроорганизмов размерами, в том числе меньше теоретического предела самостоятельного воспроизводства на питательной среде (этот предел для сферических клеток составляет 0,15—0,20 мкм а для нитевидных — 13 мкм в длину при 20 нм в диаметре).

## Экология
Микоплазмы способны расти на широком диапазоне сред: от простых минеральных, до сложных органических, часть — только в организме хозяина. Продукты обмена микоплазм (перекиси, нуклеазы, гемолизины) оказывают разрушающее воздействие на клетку хозяина.
Раньше считалось, что микоплазмы в основном паразитируют на человеке и высших животных. Сейчас показано, что распространение микоплазм в природе и экологическая роль гораздо шире. Они найдены в почве, каменном угле и горячих источниках, обнаружены сапротрофы, симбиотические формы.
Разные виды являются либо строгими аэробами, либо облигатными анаэробами.

## Определение микоплазм в лаборатории
Методы определения микоплазм разделяют на две группы — культуральные и альтернативные. Культуральные методы основаны на культивировании образцов биологического материала, в котором проверяется наличие микоплазм, в селективных (син. элективных) жидких и с добавлением агара питательных средах в аэробных и анаэробных условиях.
Альтернативные методы основаны на полимеразной цепной реакции (ПЦР), гибридизации рРНК микоплазм с флуоресцентно-меченными зондами и определении активности ферментов метаболизма микоплазм.

### Среды для культивирования микоплазм
Микоплазмы являются требовательными микроорганизмами. Культивируют микоплазмы на специальных элективных (селективных) бульонных средах.
Среды для микоплазм содержат различные экстракты и пептоны, хлорид натрия, агар пониженной концентрации (0,3 % [w/v] полужидкий, столбики в пробирках или 1,3 % [w/v] чашки Петри). Так, экстракт мяса крупного рогатого скота, панкреатический гидролизат сердца крупного рогатого скота (СКРС) и казеина предоставляют источники азота, углерода, витамины и аминокислоты, а также являются источниками углерода. Хлорид натрия поддерживает осмотический баланс в среде. Агар пониженной концентрации обеспечивает формирование наибольших (из возможных) колоний. Микоплазмы растут в толщу агара, образуя колонии сферической формы, которые рассматривают при малых увеличениях микроскопа на чашках Петри или в рассеянном свете в пробирках с полужидкими агаровыми столбиками.
Кроме того, для культивирования микоплазм в селективные среды добавляют обогащающие добавки, такие как дрожжевой экстракт и лошадиная сыворотка (1,6—20 % [v/v]). Дрожжевой экстракт является источником предшественников нуклеиновых кислот, а лошадиная сыворотка — источником холестерина, стимулирующего рост микоплазм.

### Прикладные аспекты определения микоплазм
Для экспресс-контроля микоплазм в медицинских контрольных лабораториях используют в основном ПЦР с универсальных праймеров на гены 23S и 16S рРНК микоплазм, которые имеют высокую степень гомологии среди различных видов микоплазм. Для более тщательного изучения и полной характеристики образца используются культуральный метод в сочетании с методом цитоиммунофлуоресцентной микроскопии или/и методом индикаторной (контрольной) культуры.
Стандартным методом определения микоплазм в препаратах, которые используются в терапевтических целях (белковые фармацевтические препараты, вакцины, сыворотка), является сочетание культурального метода и метода индикаторной культуры, а ПЦР до сих пор не согласована как «стандарт». По мнению некоторых специалистов, это связано с невозможностью анализировать пробы большого объёма методом ПЦР, в котором объём пробы порядка микролитров (5—15 мкл, в зависимости от предполагаемой концентрации микоплазматической ДНК), в то время как культуральным методом совместно с методом индикаторной культуры возможно провести анализ больших объёмов порядка миллилитров (например, засеять колбу с селективной средой 10 мл образца). Использование большого объёма обуславливается соображениями чувствительности метода при характеристике партии (лота) препарата.

## Вызываемые заболевания
Mycoplasma pneumoniae — возбудитель респираторной инфекции, так называемой лёгкой атипичной пневмонии.  Mycoplasma genitalium может вызывать воспалительные заболевания органов урогенитальной системы и приводит к нарушению репродуктивной функции. Только эти два вида микроорганизмов являются микоплазмами, патогенными для человека.
Большинство микоплазм относятся к категории условно-патогенных микроорганизмов. Нередко они присутствуют в мочеполовой системе здоровых мужчин и женщин, не вызывая при этом никаких заболеваний. Тем не менее некоторые исследователи относят микоплазмы к возбудителям инфекций, передаваемых половым путём (ИППП), хотя, согласно МКБ-10, к «истинным» ИППП нужно относить только следующие инфекции: гонококковую, хламидийную, трихомонадную, лимфогранулёму, шанкроид, паховую гранулёму, сифилис.
При диагностике заболеваний, связываемых с наличием микоплазм, часто применяется метод ПЦР, который позволяет выявить даже минимальное количество микоплазм, но одни только результаты метода ПЦР не должны являться поводом для активных терапевтических действий, поскольку присутствие микоплазм в урогенитальной системе не всегда предполагает обязательное назначение лечения. Широко распространены в РФ также метод прямой иммунофлюоресценции и культуральный метод с применением жидких питательных сред. Оба этих метода приводят к большому количеству диагностических ошибок — как случаев гипердиагностики, так и случаев недооценки имеющихся микоплазм.
Во многих случаях вывод о наличии у пациента вызванного микоплазмой урогенитального заболевания и о необходимости назначения антибиотиков делается на основании одних только результатов лабораторных исследований. Широко применяются в качестве диагноза отсутствующие в МКБ термины «уреаплазмоз» и «микоплазмоз». Встречаются случаи, когда беременным назначают антибиотики при наличии одного лишь положительного результата ПЦР-анализа (выявлении условно-патогенных микроорганизмов — Ureaplasma urealyticum или Mycoplasma hominis — без оценки количественных параметров их присутствия) и/или при наличии результатов серологического обследования.
Чаще всего в клиническом материале, получаемом из органов мочеполовой системы, выделяют Ureaplasma urealyticum и Mycoplasma hominis: оба этих вида микроорганизмов хорошо растут на специальных питательных средах. Чтобы выявить Mycoplasma genitalium, применяют ПЦР-анализ или другие молекулярно-биологические технологии, поскольку этот микроорганизм относится к трудно культивируемым видам.
Микоплазмы обнаруживаются у 40 % пациентов, страдающих воспалительными заболеваниями мочеполовых органов — такими, как уретрит (и, вероятно, его осложнения: простатит, везикулит, эпидидимит, баланопостит), вагинит, цервицит, эндометрит, сальпингоофорит. Наряду с микоплазмами при этих заболеваниях выявляются и другие микроорганизмы (патогенные и/или условно патогенные). Некоторые авторы считают,  что Ureaplasma urealyticum приводит к различным заболеваниям урогенитальной системы: негонококковому уретриту, циститу, воспалительным заболеваниям органов малого таза, пиелонефриту, бесплодию, осложнениям течения беременности, послеродовым и послеабортным осложнениям. Однако Ureaplasma urealyticum и Mycoplasma hominis также выявляются в уретре, влагалище, прямой кишке у 20—75 % практически здоровых людей.
Высказывалось утверждение о неблагоприятном влиянии генитальных микоплазм на исход беременности, но ряд многоцентровых проспективных исследований показал отсутствие взаимосвязи между наличием микоплазм в нижнем отделе генитального тракта и неблагоприятными исходами беременности. Сомнительно воздействие Mycoplasma genitalium на развитие осложнений беременности и родов: хотя существуют посвящённые этой теме обширные проспективные исследования, невысокая распространённость Mycoplasma genitalium у беременных препятствует окончательным выводам о её влиянии на течение и исход беременности. В двух исследованиях (в одном из которых обследовались 915 беременных, в другом — 1014), ни у одной из пациенток, у которых была выявлена Mycoplasma genitalium, неблагоприятные исходы беременности не были зарегистрированы. Выяснение этиологической роли Mycoplasma hominis, Ureaplasma parvum и Ureaplasma urealyticum в развитии неблагоприятных исходов беременности затруднено, поскольку эти микоплазмы редко встречаются в монокультуре, а чаще всего присутствуют наряду с бактериальным вагинозом и бессимптомным бактериальным и кандидоносительством, что затрудняет оценку их истинного значения.
Дискуссионной также является этиологическая роль микоплазм в развитии гнойно-септических осложнений раннего послеродового периода (пневмонии новорождённых). Хотя исследователи признают возможное участие Ureaplasma spp. в патогенезе внутриутробной пневмонии и хронической лёгочной болезни у недоношенных детей, отмечается, что основной причиной бронхолёгочной патологии в этих случаях может являться незрелость дыхательного тракта и иммунной системы недоношенного новорождённого, вследствие чего любой микробный агент вне зависимости от степени его патогенности может оказаться причинным и пусковым механизмом заболевания. К факторам риска развития инфекционного процесса при этом относятся глубокая недоношенность, морфофункциональная незрелость, отягощённое течение беременности.
Так как большинство генитальных микоплазм относятся условно-патогенными микроорганизмами, то при выявлении микоплазмы у пациента решение о необходимости назначения лечения врач должен принимать в каждом случае индивидуально. Лечение следует назначать, только если присутствуют клинические и лабораторные проявления воспалительного процесса, а этиологическая значимость микоплазм доказана. При этом должны применяться антибиотики.
Очень важной, помимо выявления условно-патогенных микоплазм, является оценка количественных параметров их присутствия, и особенно — клинических проявлений инфекции. Так, при наличии Ureaplasma urealyticum и Mycoplasma hominis лечение должно проводиться, только если они выявлены в количестве более 104 КОЕ/мл, а другие возбудители, кроме этих микоплазм, не обнаружены, и при этом имеют место:
- клинические и лабораторные признаки воспалительного процесса органов урогенитальной системы;
- предстоящие оперативные или другие инвазивные лечебно-диагностические манипуляции в области органов урогенитальной системы;
- отягощённый акушерско-гинекологический анамнез (невынашивание беременности, бесплодие, перинатальные потери и пр.);
- беременность с осложнённым течением, которое обусловливает риск инфицирования плода.